# Distretto di Etawah
Etawah è un distretto dell'India di 1 340 031 abitanti. Capoluogo del distretto è Etawah.